# Quaternionischer projektiver Raum
Ein quaternionischer projektiver Raum ist in der Mathematik der projektive Raum eines quaternionischen Vektorraumes (definiert als Modul, da die Quaternionen nur einen Schiefkörper bilden), welcher sämtliche quaternionische Ursprungsgeraden (eindimensionale quaternionische Untervektorräume, also vierdimensionale reelle Untervektorräume) von diesem enthält. {\displaystyle \mathbb {H} P^{n}} bezeichnet dabei den projektiven Raum von {\displaystyle \mathbb {H} ^{n+1}} und wird {\displaystyle n}-ter quaternionischer projektiver Raum genannt. Ein quaternionischer projektiver Raum ist ein Spezialfall einer Graßmann-Mannigfaltigkeit durch {\displaystyle \mathbb {H} P^{n}=\operatorname {Gr} _{1}(\mathbb {H} ^{n+1})}.

## Konstruktion
Auf dem quaternionischen Raum {\displaystyle \mathbb {H} ^{n+1}\setminus \{0\}} ohne Ursprung ist die Relation {\displaystyle x\sim y}, wenn es einen quaterionischen Skalar {\displaystyle \lambda \in \mathbb {H} ^{\times }=\mathbb {H} \setminus \{0\}} mit {\displaystyle x=\lambda y} gibt, eine Äquivalenzrelation. {\displaystyle \mathbb {H} P^{n}} ist der Faktorraum von {\displaystyle \mathbb {H} ^{n+1}\setminus \{0\}} unter dieser Äquivalenzrelation. Die Äquivalenzklasse einer Koordinate {\displaystyle (q_{0},\ldots ,q_{n})\in \mathbb {H} ^{n-1}\setminus \{0\}} wird als {\displaystyle [q_{0}:\ldots :q_{n}]\in \mathbb {H} P^{n}} notiert. Dieser Raum ist eine quaternionische Kähler-Mannigfaltigkeit, was an der alternativen Definition durch die eindimensionalen Untervektorräume von {\displaystyle \mathbb {H} ^{n+1}}, also als Graßmann-Mannigfaltigkeit {\displaystyle \mathbb {H} P^{n}=\operatorname {Gr} _{1}(\mathbb {H} ^{n+1})}, erkennbar ist. Dabei gilt:
{\displaystyle \dim _{\mathbb {H} }\mathbb {H} P^{n}=n{\text{ bzw. }}\dim _{\mathbb {R} }\mathbb {H} P^{n}=4n.}
Eine alternative Konstruktion ist die Einschränkung auf die Sphären {\displaystyle S^{4n+3}\subset \mathbb {H} ^{n+1}\setminus \{0\}} und {\displaystyle S^{3}\subset \mathbb {H} \setminus \{0\}} bei der Betrachtung dieser Äquivalenzrelation. Dadurch ergibt sich ein Faserbündel:
{\displaystyle S^{3}\rightarrow S^{4n+3}\rightarrow \mathbb {H} P^{n}}.

## Niedrigdimensionale Beispiele
- {\displaystyle \mathbb {H} P^{0}} ist der einpunktige Raum.
- {\displaystyle \mathbb {H} P^{1}} wird quaternionsiche projektive Linie genannt und ist homöomorph zur {\displaystyle 4}-Sphäre {\displaystyle S^{4}}.[3] Die zusammen mit der Projektion {\displaystyle \mathbb {H} ^{2}\rightarrow \mathbb {H} P^{1}} erzeugte Abbildung {\displaystyle \mathbb {H} ^{2}\cong \mathbb {R} ^{8}\supset S^{7}\rightarrow S^{4}\cong \mathbb {H} P^{1}} zwischen Sphären ist die quaternionische Hopf-Faserung {\displaystyle h_{\mathbb {H} }}.[4]
- {\displaystyle \mathbb {H} P^{2}} wird quaternionsiche projektive Ebene genannt. Nach dem Arnold–Kuiper–Massey-Theorem ist der Quotientenraum unter Wirkung der ersten unitären Gruppe {\displaystyle \operatorname {U} (1)\cong S^{1}} die {\displaystyle 7}-Sphäre:[5]
{\displaystyle \mathbb {H} P^{2}/\operatorname {U} (1)\cong S^{7}.}

## Eigenschaften
- Jede stetige Abbildung {\displaystyle \mathbb {H} P^{n}\rightarrow \mathbb {H} P^{n}} mit {\displaystyle n>1} hat einen Fixpunkt (also {\displaystyle \mathbb {H} P^{n}} die Fixpunkteigenschaft für {\displaystyle n>1}).[6] {\displaystyle \mathbb {H} P^{1}\cong S^{4}} hat jedoch nicht die Fixpunkteigenschaft, da die antipodale Abbildung {\displaystyle S^{4}\rightarrow S^{4},x\mapsto -x} keinen Fixpunkt hat.

## CW-Struktur
Der quaternionische projektive Raum {\displaystyle \mathbb {H} P^{n}} ist ein CW-Komplex. {\displaystyle \mathbb {H} P^{n}} entsteht aus {\displaystyle \mathbb {H} P^{n-1}} durch Anklebung einer {\displaystyle 4n}-Zelle. Da {\displaystyle \mathbb {H} P^{0}} aus einer {\displaystyle 0}-Zelle besteht, hat die CW-Struktur auf {\displaystyle \mathbb {H} P^{n}} daher eine Zelle in jeder geraden Dimension {\displaystyle k} mit {\displaystyle k=0,4,\ldots ,4(n-1),4n}.

## Verbindung mit dem komplexen projektiven Raum
Die komplexen projektiven Räume lassen sich mit den quaternionischen projektiven Räumen verbinden. {\displaystyle \mathbb {C} ^{2n}} ist isomorph zu {\displaystyle \mathbb {H} ^{n}} als {\displaystyle \mathbb {C} }-Vektorraum durch den {\displaystyle \mathbb {C} }-Vektorraumisomorphismus:
{\displaystyle \psi \colon \mathbb {C} ^{2n}\rightarrow \mathbb {H} ^{n},(x,y)\mapsto x+jy.}
Durch den Übergang auf die jeweiligen Äquivalenzklassen ihrer projektiven Räume ergibt sich eine stetige Abbildung:
{\displaystyle [\psi ]\colon \mathbb {C} P^{2n-1}\rightarrow \mathbb {H} P^{n-1},[z]\mapsto [\psi (z)].}
Diese Abbildung ist wohldefiniert, denn für {\displaystyle z,w\in \mathbb {C} ^{2n}\setminus \{0\}}, für die ein {\displaystyle \lambda \in \mathbb {C} \setminus \{0\}} mit {\displaystyle z=\lambda w} existiert (also {\displaystyle z\sim w} in {\displaystyle \mathbb {C} P^{2n-1}}), gilt {\displaystyle \psi (z)=\lambda \psi (w)} (also {\displaystyle \psi (z)\sim \psi (w)} in {\displaystyle \mathbb {H} P^{n-1}}), da {\displaystyle \psi } ein {\displaystyle \mathbb {C} }-Vektorraumisomorphismus ist. Es ergibt sich sogar ein Faserbündel:
{\displaystyle S^{2}\rightarrow \mathbb {C} P^{2n-1}\rightarrow \mathbb {H} P^{n-1}.}
Für {\displaystyle n=2} ergibt sich dabei mit {\displaystyle \mathbb {H} P^{1}\cong S^{4}} der Spezialfall der Twistor-Faserung (oder Calabi-Penrose-Faserung):
{\displaystyle S^{2}\rightarrow \mathbb {C} P^{3}\rightarrow S^{4}.}

## Algebraische Topologie

### Homologie
Die Homologiegruppen des quaternionischen projektiven Raumes {\displaystyle \mathbb {H} P^{n}} lassen sich über zelluläre Homologie aus dessen CW-Struktur berechnen und sind gegeben durch:
{\displaystyle H_{k}(\mathbb {H} P^{n})\cong {\begin{cases}\mathbb {Z} &;k=0,4\ldots ,4(n-1),4n\\1&;{\text{sonst.}}\end{cases}}.}

## Tautologisches Geradenbündel
Es gibt ein kanonisches (quaternionisches) Geradenbündel über dem quaternionischen projektiven Raum {\displaystyle \mathbb {H} P^{n}}, da dessen Punkte per Konstruktion aus eindimensionalen (quaternionischen) Untervektorräumen bestehen, definiert durch:
{\displaystyle \gamma _{\mathbb {H} }^{1,n}:=\{(q,V)\in \mathbb {H} ^{n+1}\times \mathbb {H} P^{n}|q\in V\}}
{\displaystyle \pi _{\mathbb {H} }^{1,n}\colon \gamma _{\mathbb {H} }^{1,n}\rightarrow \mathbb {H} P^{n},(q,V)\mapsto V}
Das ist ein Spezialfall des tautologischen Vektorbündels über Graßmann-Mannigfaltigkeiten.

## Unendlicher quaternionischer projektiver Raum
Die kanonische Inklusion {\displaystyle \mathbb {H} ^{n+1}\hookrightarrow \mathbb {H} ^{n+2},q\mapsto (q,0)} erzeugt eine wohldefinierte kanonische Inklusion {\displaystyle \mathbb {H} P^{n}\hookrightarrow \mathbb {H} P^{n+1},[q]\mapsto [(q,0)]}. Der direkte Limes dieser Kette an Inklusionen wird als
{\displaystyle \mathbb {H} P^{\infty }:=\lim _{n\rightarrow \infty }\mathbb {H} P^{n}.}
bezeichnet und unendlicher quaternionischer projektiver Raum genannt.
Die obigen Faserbündel {\displaystyle S^{3}\rightarrow S^{4n+3}\rightarrow \mathbb {H} P^{n}} und {\displaystyle S^{3}\rightarrow \mathbb {C} P^{2n-1}\rightarrow \mathbb {H} P^{n-1}} erzeugen durch direkten Limes jeweils Faserbündel {\displaystyle S^{3}\rightarrow S^{\infty }\rightarrow \mathbb {H} P^{\infty }} und {\displaystyle S^{2}\rightarrow \mathbb {C} P^{\infty }\rightarrow \mathbb {H} P^{\infty }}. Da die unendlichdimensionale Sphäre {\displaystyle S^{\infty }} zusammenziehbar ist (also alle Homotopiegruppen verschwinden), folgt aus der langen exakten Sequenz von Homotopiegruppen für die des unendlichen quaternionischen projektiven Raumes {\displaystyle \mathbb {H} P^{\infty }}:
{\displaystyle \pi _{k}(\mathbb {H} P^{\infty })\cong \pi _{k-1}(S^{3}).}
Da die Homotopiegruppen von Sphären für höhere Dimensionen ziemlich kompliziert sind, wird oft rationale Homotopietheorie benutzt:
{\displaystyle \pi _{k}(\mathbb {H} P^{\infty })\times \mathbb {Q} \cong ={\begin{cases}\mathbb {Q} &;k=4\\1&;{\text{sonst.}}\end{cases}}.}
Das tautologische Linienbündel lässt sich durch den direkten Limes {\displaystyle \gamma _{\mathbb {H} }^{1}:=\lim _{n\rightarrow \infty }\gamma _{\mathbb {H} }^{1,n}} über die kanonischen Inklusionen {\displaystyle \gamma _{\mathbb {H} }^{1,n}\hookrightarrow \gamma _{\mathbb {H} }^{1,n+1},(q,V)\mapsto ((q,0),V\times \{0\})} auf {\displaystyle \mathbb {H} P^{\infty }} fortsetzen und ist ein Spezialfall eines universellen Vektorbündels. Die Namensgebung kommt daher, dass sich jedes quaternionische Linienbündel als zurückgezogenes Vektorbündel aus diesem erhalten lässt, also für jedes quaternionische Linienbündel {\displaystyle \pi \colon E\rightarrow B} mit {\displaystyle B} parakompakt (bis auf Homotopie) eine klassifizierende Abbildung {\displaystyle f\colon B\rightarrow \mathbb {H} P^{\infty }} existiert, sodass {\displaystyle \pi =f^{*}\pi _{\mathbb {H} }^{1}}. Es gibt daher eine Isomorphie von Mengen:
{\displaystyle \operatorname {Vect} _{\mathbb {H} }^{1}(B)\cong [B,\mathbb {H} P^{\infty }].}
{\displaystyle \mathbb {H} P^{\infty }} ist {\displaystyle \operatorname {BSU} (2)}, der klassifizierende Raum von {\displaystyle \operatorname {SU} (2)}, der zweiten speziellen unitären Gruppe, und dadurch ebenso {\displaystyle K(\mathbb {Z} ,4)_{\mathbb {Q} }}, die Rationalisierung des vierten Eilenberg–MacLane-Raumes von {\displaystyle \pi _{3}\operatorname {SU} (2)\cong \mathbb {Z} } wie oben bereits gezeigt.
Der Kohomologiering des unendlichen projektiven quaternionischen Raumes {\displaystyle \mathbb {H} P^{\infty }} mit Koeffizienten in {\displaystyle \mathbb {Z} } ist gegeben durch:
{\displaystyle H^{*}(\mathbb {H} P^{\infty };\mathbb {Z} )=\mathbb {Z} [c_{2}],}
wobei {\displaystyle c_{2}} die zweite Chern-Klasse ist. Das folgt direkt aus dem allgemeineren Resultat:
{\displaystyle H^{*}(\operatorname {BSU} (n);\mathbb {Z} )=\mathbb {Z} [c_{2},\ldots ,c_{n}].}